# Simpang Empat (Danau Kerinci)
Simpang Empat is een bestuurslaag in het regentschap Kerinci van de provincie Jambi, Indonesië. Simpang Empat telt 677 inwoners (volkstelling 2010).